# 네바다 핵 실험장

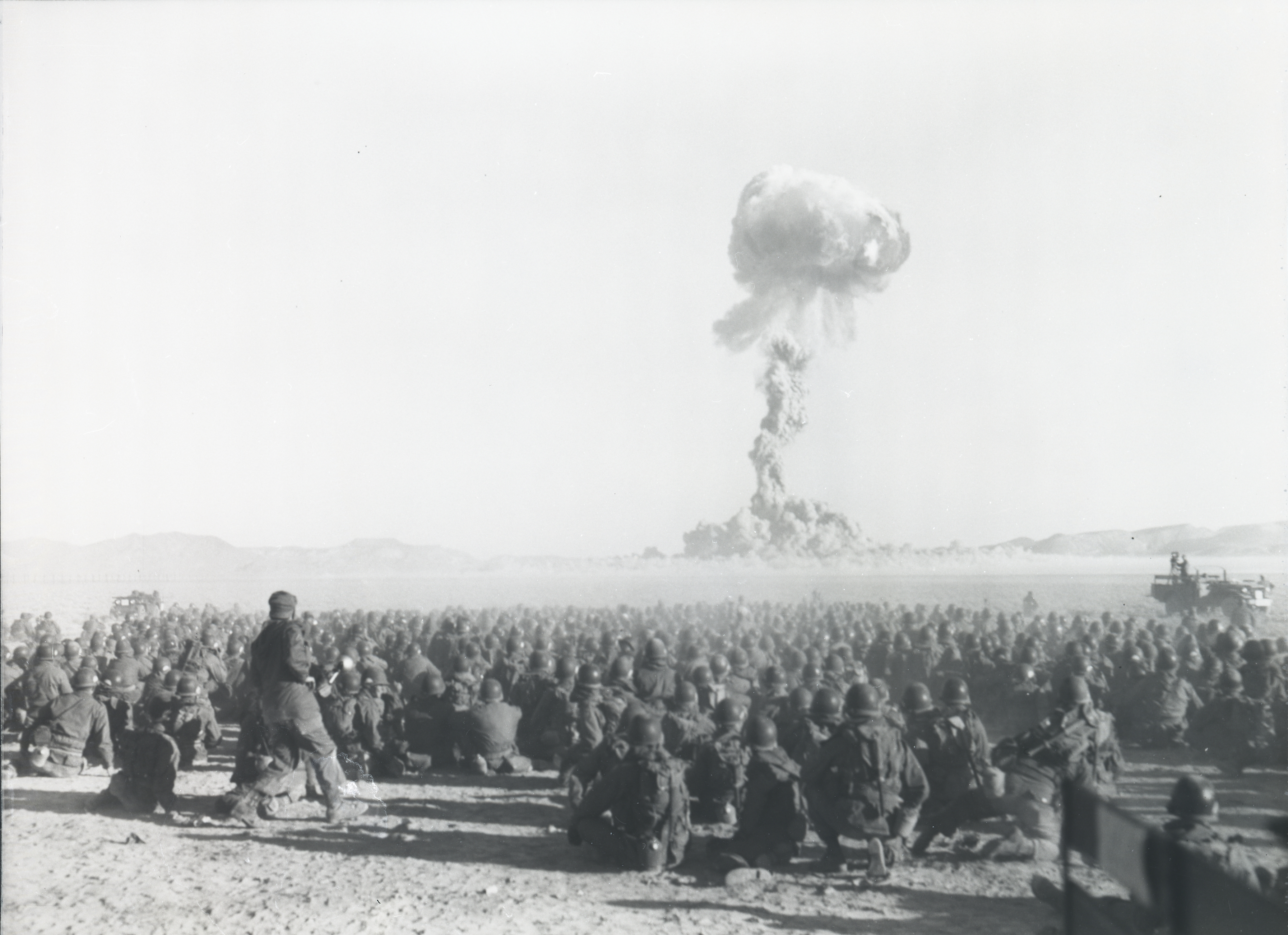
1951년 네바다 핵 실험장에서 시행된 오퍼레이션 버스터. 미국 육군은 최초로 핵폭발 부근에서 군사 훈련을 하였다. 21 kt 핵폭탄을 실제로 폭발시키고, 9.7 km 밖에서 지상군이 훈련을 하였다.

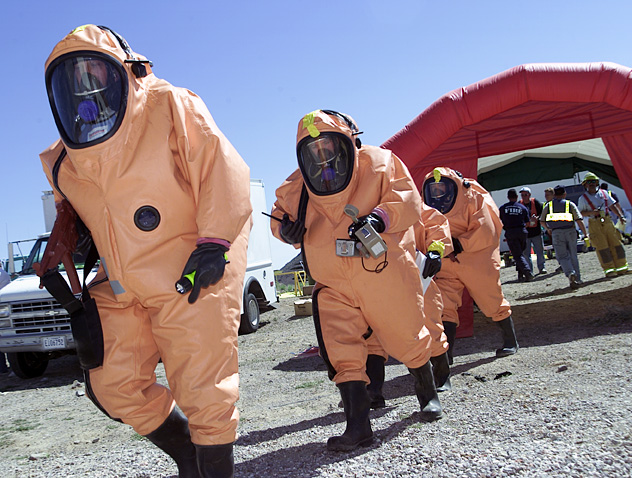
네바다 핵 실험장에서 훈련중인 대량살상무기 전담 미군 부대

네바다 핵 실험장은 미국 네바다주에 위치한 핵 실험을 하는 장소이다. 라스 베가스 북서쪽 105 km에 위치해 있다.

## 역사
1950년 12월 18일 해리 트루먼 대통령이 넬리스 공군 사격장 부지 안에 1800 평방킬로미터 (5.44억 평)의 면적으로 창설했다.
1951년 1월 11일 네바다 핵 실험장이 설정되었다. 3500 평방킬로미터(10.58억 평) 면적이다.
1951년 1월 27일 1 kt 핵폭탄으로 네바다 핵 실험장 최초의 핵 실험을 하였다.
1950년대 네바다 핵 실험장에서 발생한 버섯 구름은 160 km 거리에서도 볼 수 있었다. 따라서, 105 km 떨어진 라스 베가스 시내의 호텔에서 버섯 구름을 볼 수 있었다. 신기하다고 하여, 구경하려는 관광객들이 늘어났다.
1951년부터 1992년까지 928회의 공지된 핵 실험을 하였으며, 그 중 828회는 지하 핵 실험이었다.

## 핵 실험
1951년부터 1992년까지 41년간 45회의 핵 실험 작전을 수행하였으며, 이를 통해 지상 100회, 지하 828회, 합계 928회의 핵폭발 실험을 했다.
| - Operation Ranger — 1951 - Operation Buster-Jangle — 1951 - Operation Tumbler-Snapper — 1952 - Operation Upshot-Knothole — 1953 - Operation Teapot — 1955 - Project 56 — 1955 - Operation Plumbbob — 1957 - Project 57, 58, 58A — 1957–1958 - Operation Hardtack II — 1958 - Operation Nougat — 1961–1962 - Operation Plowshare — 1961–1973 (sporadic, at least one test a year) - Operation Sunbeam (aka Dominic II) — 1962 - Operation Dominic — 1962–1963 - Operation Fishbowl - 1962 - Operation Storax — 1963 - Operation Niblick — 1963–1964 - Operation Whetstone — 1964–1965 - Operation Flintlock — 1965–1966 - Operation Latchkey — 1966–1967 - Operation Crosstie — 1967–1968 - Operation Bowline — 1968–1969 - Operation Mandrel — 1969–1970 | - Operation Emery — 1970 - Operation Grommet — 1971–1972 - Operation Toggle — 1972–1973 - Operation Arbor — 1973–1974 - Operation Bedrock — 1974–1975 - Operation Anvil — 1975–1976 - Operation Fulcrum — 1976–1977 - Operation Cresset — 1977–1978 - Operation Quicksilver — 1978–1979 - Operation Tinderbox — 1979–1980 - Operation Guardian — 1980–1981 - Operation Praetorian — 1981–1982 - Operation Phalanx — 1982–1983 - Operation Fusileer — 1983–1984 - Operation Grenadier — 1984–1985 - Operation Charioteer — 1985–1986 - Operation Musketeer — 1986–1987 - Operation Touchstone — 1987–1988 - Operation Cornerstone — 1988–1989 - Operation Aqueduct — 1989–1990 - Operation Sculpin — 1990–1991 - Operation Julin — 1991–1992 |

## 임계전 핵 실험

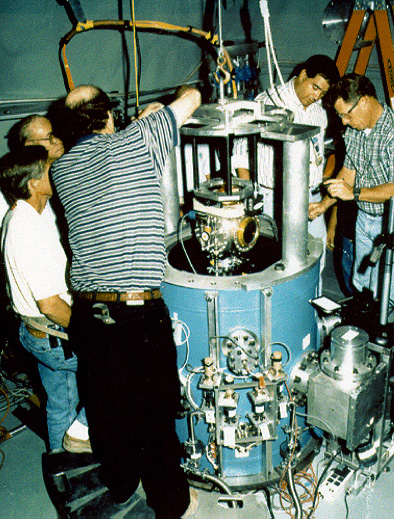
네바다 핵 실험장에서 임계전 핵 실험을 준비중이다.

CTBT는 임계전 핵 실험을 허용한다. 현재 국제법상 유일하게 합법적이고 자유로운 핵 실험 방법이다. 1992년 핵 실험을 중단한 이후, 네바다 핵 실험장에서는 오퍼레이션 오디세이부터 2012년 12월 5일 오퍼레이션 폴룩스까지 31회의 임계전 핵 실험을 하였다.

## 같이 보기
- 노바야제믈랴 제도
- 51구역